# 収斂進化
収斂進化（しゅうれんしんか、英: convergent evolution）とは、複数の異なるグループの生物が、同様の生態的地位についたときに、系統に拘らず類似した形質を独立に獲得する現象である。収束進化（しゅうそくしんか）とも。

## 概説
類縁関係の遠い生物間でありながらも、似通った外見や器官を持つ場合がある。それぞれにその姿をしていることが生活の上で役に立っていると分かる場合もある。例えば、哺乳類の有胎盤類と有袋類が挙げられる。両分類群は海に隔てられた別々の大陸に分布し、数千万年に亘って生息し続けた。地球上のほぼ全ての大陸で優勢な有胎盤類と現在ではオーストラリア大陸でのみ優勢な有袋類は、その外見の酷似した生物種が多く見られる。モグラとフクロモグラ、コアリクイとフクロアリクイはいずれも系統的に大きく隔てられているが、その外見は類似する。このような表現型の収束を収斂進化と呼ぶ。
このような例は、異なる地域で生物相が大きく違っているのに、あるいは系統的に大きく離れているのに、それらが似たような場所で似たような生活をしている生物同士の間で見られる。これは、それらの生物が、それぞれの生物群集の中で、非常によく似た生態的地位にある場合に見られる、と言われる。つまり、同じような生活をするものには、同じような形態や生理が要求され、そのため似た姿に進化する、というのである。

## 関連する現象
収斂は、全身の姿にも、個々の器官にも見られる場合がある。例えば鳥類（脊椎動物）の翼とチョウ（節足動物）の羽は共に飛翔に用いられる器官であり、構造と機能が類似している。しかしこれらの部位は進化的に同一起源ではない。このように、本来は異なった起源をもつ器官が、類似の働きと形をもつ場合に、それらのことを相似器官（そうじきかん）と言う。
なお、収斂が起きるときには、様々な系統から、同じような形へと進化して行く。つまり、同じ方向への進化が異なった場で起きているので、この現象を平行進化という。
また、有袋類の多様化のような現象は適応放散（てきおうほうさん）と呼ぶ。これは起源を同じにする生物が、異なった環境の要求に応じて多くの異なった姿になったというふうに解せられる。いわば収斂の逆の現象であるが、それぞれの地域での適応放散の結果が、それぞれの個々を見比べた場合に収斂を起こしているのもよくある現象である。
異なった生物の間によく似た形質が見いだされる例に擬態（ぎたい）がある。これはどちらか片方が、もう片方の種に似た姿であることで何らかの利益を得るため、それに似る方向に進化したものである。このような擬態も収斂進化の1つとされることがある。

## 例
- 有袋類と有胎盤類（真獣類）との間に見られる収斂進化のセット[1]
  - フクロモグラとモグラ：掘穴動物
  - フクロネズミとバッタネズミ：夜行性食虫動物
  - フクロアリクイとコアリクイ：アリ食動物
  - クスクスとキツネザル：木登り動物
  - フクロモモンガとモモンガ：滑空動物
  - タスマニアヤマネコとオセロット：忍び寄り捕食動物
  - フクロオオカミとオオカミ：追跡捕食動物
  - ティラコスミルスとスミロドン：犬歯が巨大化した猛獣[4]
- ジュゴンとアザラシとラッコ[5][6]
- アザラシとアシカ・セイウチ[7][8]
- セミクジラ科とフラミンゴ[9]
- ザトウクジラのクジラの歌と人類の言語[10][11]
- ハリネズミとハリテンレック[3]
- ハチドリとスズメガ[3]
- アシナシイモリ（日本には居ない）とミミズ
- トンボマダラとコバネシロチョウ[3]
- 昆虫の翅と鳥・コウモリ・翼竜の翼[1]
- スイレンとハス[12]
- ネナシカズラ属（ヒルガオ科）とスナヅル属（クスノキ科）[13]：葉を持たない蔓性の寄生植物
- 霊長類の脳の橋核とオウムの脳の内側ラセン核（SpM）[14][15]
- カニ下目とヤドカリ下目の一部（カーシニゼーション）[16]